# Людоеды (фильм)
«Людоеды» (фр. Les Ogres) — французский трагикомедийный фильм, снятый Леа Фенер. Мировая премьера ленты состоялась 6 октября 2015 года на Сен-Жан-де-Люзском международном кинофестивале.

## Сюжет
Фильм рассказывает о жизни передвижной театральной труппы.